# Lindneromyia denticulata
Lindneromyia denticulata är en tvåvingeart som först beskrevs av Tonnoir 1925.  Lindneromyia denticulata ingår i släktet Lindneromyia och familjen svampflugor. Inga underarter finns listade i Catalogue of Life.